# Himalaya - Verdens tag
Himalaya - Verdens tag er en dokumentarfilm fra 1951 instrueret af Jens Bjerre.

## Handling
Jens Bjerre rejser til Himalaya-bjergene, hvor han besøger Kashmir, Nepal, Sikkim og Tibet. Optagelser fra lamamunkenes liv i Dalai Lamas klostre, Gurkha-krigerens blodige offerfester, indtrægning hos Ladakh, slave-kulier i Kashmir, besøg hos en danskeneboer og meget mere